# 伯德山 (瑪麗伯德地)
伯德山（英語：Mount Byrd）是南極洲的山峰，位於瑪麗伯德地，處於阿斯曼嶺東端以北1.6公里，屬於福特山脈中薩諾夫山脈的一部分，海拔高度810米，現時由南極條約體系管理。